# Adam Eggich
Adam Eggich, ljubljanski župan v 17. stoletju, † januar 1621, Ljubljana.
Adam Eggich je bil župan Ljubljane v letih 1616, ko je njegov predhodnik Janez Krstnik Gedenelli odklonil župansko mesto, nato pa še v letih 1617, 1618 in 1620. Njegovo delo je prevzel Mihael Preiss.